# تپه قایالی اسفناج
تپه قایالی اسفناج در شهرستان زنجان، روستای اسفناج واقع شده و این اثر در تاریخ ۵ آذر ۱۳۸۰ با شمارهٔ ثبت ۴۲۴۶ به‌عنوان یکی از آثار ملی ایران به ثبت رسیده است.